# 今も夢しかなかった
『今も夢しかなかった』（ふたつのきもち）は、日本のシンガーソングライターであるみのや雅彦の9枚目のアルバム。

## 解説
2001年のデビュー20周年を見据え「20周年の自分史」と位置付けたアルバム。膨大な楽曲ストックの中から、CD化されていない楽曲と自身の代表曲のセルフカバーを、アコースティックスタイルで表現した作品。

前作同様、ライナーノーツでは、みのやの楽曲に対する想いが綴られたコメントが楽曲毎に記されている。

## 批評
『CDジャーナル』は、「廃盤になったりアナログしかなかったりと入手困難な作品たちをファンの要望に応えて再リリース! ライヴに命をかけている“みのや”らしくアコースティックでシンプルな作品となっている。」と批評した。

## 収録曲
- 全作詞・作曲:みのや雅彦、編曲:MMTS

1. 笑えないピエロ
  - 1983年発売。自身最大のヒット曲であり代表曲のアコースティックスタイルによるセルフカバー。
2. 手紙
3. 酔うほどに
4. 秋の青空
5. 恋心
6. 明日へ
7. 眠れない
8. 泣いてしまいたい夜に
9. 白い嵐
  - 1981年発売のデビュー曲をアコースティックスタイルによりセルフカバー>。
10. 夢しかなかった
  - 1994年発売。自身の代表曲であり、大仁田厚への提供曲のアコースティックスタイルによるセルフカバー。
11. 遠くをみつめて-FAR AWAY-
12. 涙色の夜をこえて

## STAFF
- PRODUCER みのや雅彦,牧田和男(MAGIC ISLAND)
- RECORDING & MIX ENGINEER 寺山紀幸
- MASTERING ENGINEER 寺中昭彦(HeartBeatStudio)
- PHOTOGARPHER 吉田亜希子
- DESIGN 上野正樹
- Title Writing 軌保博光
- MANAGEMENT OFFICE ㈱エス・アール(渡辺晃司,深澤慎一)
- SESSION COORDINATION BEARS CLUB
- ARTIST PROMOTION (MAGIC ISLAND)
- SALES PROMOTION (MAGIC ISLANS)
- SPECIAL THANKS 軌保博光,サンクチュアリ出版,STV,田口俊,㈱サンワールド,㈱ケイズサポート,LIVE INN MAGIC,西健志,サウンドクリエーター,大仁田厚

## MUSICIAN
- MMTS(VOCAL:みのや雅彦,E.BASS:牧田和男,E.GUITAR & A.GUITAR:友常正美,KEYBOARDS:白石公彦)